# Erik Henrichsen
Erik Henrichsen, född den 2 april 1865 i Köpenhamn, död där den 9 december 1917, var en dansk politiker.
Henrichsen blev 1892 Overretssagfører. Han var ursprungligen radikal, och försökte flera gånger förgäves val till Folketinget som vänsterman. Som politisk-historisk författare fick han store betydelse, bland annat genom böcker om Viggo Hørup och Christen Berg, men särskilt genom Mændene fra 48 (1911) och Mændene fra Forfatningskampen (1913-14), byggda på grundliga källstuder men oftast starkt subjektiva, i regel skrivna i en bländande stil och alltid högst intressanta.